# Камель Шафні
Камель Шафні (фр. Kamel Chafni, араб. كامل شافني, нар. 11 червня 1982, Бордо) — марокканський футболіст, півзахисник клубу «Аль-Дхафра».
Насамперед відомий виступами за клуб «Осер», а також національну збірну Марокко.

## Клубна кар'єра
У дорослому футболі дебютував 2002 року виступами за команду клубу «Безансон», в якій провів два сезони, взявши участь у 62 матчах чемпіонату. 
Згодом з 2004 по 2007 рік грав у складі команд клубів «Шатору» та «Аяччо».
Своєю грою за останню команду привернув увагу представників тренерського штабу клубу «Осер», до складу якого приєднався 2007 року. Відіграв за команду з Осера наступні п'ять сезонів своєї ігрової кар'єри. Більшість часу, проведеного у складі «Осера», був основним гравцем команди.
Протягом 2012—2013 років захищав кольори команди клубу «Брест».
До складу клубу «Аль-Дхафра» приєднався 2013 року.

## Виступи за збірну
У 2008 році дебютував в офіційних матчах у складі національної збірної Марокко. Наразі провів у формі головної команди країни 4 матчі.
У складі збірної був учасником Кубка африканських націй 2013 року у ПАР.